# María del Rosario Fernández
María del Rosario Fernández, även känd som La Tirana, född 1755 i Sevilla, död 1803, var en spansk skådespelare. Hon var engagerad vid de kungliga teatrarna i Madrid, Teatro de la Cruz och Teatro del Príncipe mellan 1773 och 1797, och tillhörde de främsta scenaktörerna i Spanien under sin samtid. Hon var aktiv 1773-1797. 
María del Rosario Fernández var dotter till Juan Fernández Rebolledo och Antonia Ramos och gifte sig med skådespelaren Francisco Castellanos "El Tirano". Hon studerade under Pablo de Olavide vid teatern Colegio de Declamación i Sevilla, där hon gjorde sin debut. Hon var engagerad vid de kungliga teatrarna i Madrid, Teatro de la Cruz och Teatro del Príncipe mellan 1773 och 1797. 
Hon tillhörde det parti vid teatern som ville ersätta den barocka teaterkonsten med Pablo de Olavides nyklassiska teaterkonst, som även inkluderade María Bermejo, Mariano Querol, Isidoro Maíquez och hennes make, som försökte genomföra sina reformer under en tid då även publiken var uppdelad mellan anhängare och motståndare av neoklassisk konst. Hon och hennes make organiserade tillsammans med sina kolleger ett teatersällskap där man spelade på det nya sättet och som turnerade provinserna 1777-1780. 
Hon återanställdes 1780 vid de kungliga teatrarna på mycket förmånliga villkor, med hög lön och titeln första aktris, och var där länge en ledande artist.  Hon var berömd för sina tolkningar av klassiska tragedier och komedier av Calderon, Francisco Rojas Zorrilla, Comella, Racine, Corneille och Molière. När hon och hennes make separerade, blev hennes scenkostymer betalda av María del Pilar Teresa Cayetana de Silva y Álvarez de Toledo. Francisco de Goya avbildade henne 1794 som drottning Gelmira ur författaren Belloys tragedi, i en målning bevarad i Museo de la Academia de Bellas Artes de Madrid. Hon beskrivs som en stor tragiska skådespelare som lyckades kombinera den gestikulerande och högröstade spanska trenden med den franska, högtidliga och lugna. Leandro Fernández de Moratín kallade hennes stil uttrycksfull, snabb och harmonisk, med förmågan att få publiken att applådera även om de inte förstod handlingen. 
Hon gick i pension på grund av en bröstsjukdom 1797 och mottog en kunglig pension. 